# 神職任用令
神職任用令（しんしょくにんようれい）は、神職の採用補命に関する規定である。
「官国幣社及神宮神部署神職任用令」（明治35年勅令第28号）および「府社県社以下神社神職任用規則」（明治35年内務省令第4号）の総称である。

## 概要
（伊勢）神宮の職員（神部署（かんべしょ）を除く）は普通の文官と同じく文官任用令によるが、一般神職には、官国幣社および神宮神部署の職員と府県社以下神社の職員とに別の規定がある。
まず、宮司および神部署神職の任用資格は「官国幣社及神宮神部署神職任用令」に規定される。すなわち奏任待遇の神職は神職高等試験合格者のなかから、または神職高等試験委員の銓衡により、その試験を要しない場合は、祭神の一族か臣下のうち祭神在世中においてこれを補佐し功績顕著な者、もしくはその相続人で祭式および国典を修めた者、高等官または5年以上官務に従事し判任官二等以上の職にあった者で祭式および国典を修めた者、10年以上官国幣社に勤め現にその禰宜に在職しまたは神宮神部署の神部補か主事補の職にある者、中等学校の国史または国文科の教員免許状を有し祭式を修めた者、神宮皇學館卒業者または学階学正を付与された者などである。判任待遇の神職は、尋常試験または高等試験合格者のなかから任用されるほか、この試験を受けないが尋常試験委員の銓衡による場合のおもなものは、5年以上官務に従事し判任官以上の職にあった者で祭式および国典を修めた者、神宮宮掌以上の職にある者、国史国文科の教員免許状を有し、祭式を修めた者などである。
次に、社司（府県社以下の神社の宮司）および社掌（府県社以下の神社の神職）の任用資格は、「府社県社以下神社神職任用規則」に定められる。すなわち20年以上の男子で社司社掌試験に合格した者、この試験を要せず社司社掌試験委員の銓衡による場合の条件はほとんど上述判任待遇の神職の場合と同じである。

## 沿革
- 官国幣社及神宮神部署神職任用令
  - 「官国幣社及神部署神職任用令」として1902年（明治35年）2月10日公布、附則第14条により同年2月20日施行
  - 官国幣社及神部署神職任用令中改正ノ件（明治45年勅令第88号）が1912年（明治45年）4月22日公布、附則第1項により同年9月1日施行。題名が「官国幣社及神宮神部署神職任用令」となる。
  - 明治三十九年法律第二十四号官国幣社経費ニ関スル法律廃止等ノ件（昭和21年勅令第71号）が1946年（昭和21年）2月2日公布、附則第1項により同日施行。当該勅令第1条により、本令は廃止された。
- 府社県社以下神社神職任用規則
  - 明治35年2月18日公布、附則第15条により同年2月20日施行
  - 衛士長衛士副長衛士服務規則等廃止ノ件（昭和21年内務省令第5号）が1946年（昭和21年）2月2日公布、附則第1項により同日施行。当該省令本則第13項により、本規則は廃止された。